# Paroriaethus multispinis
Paroriaethus multispinis là một loài bọ cánh cứng trong họ Cerambycidae.